# 23. СС брдска дивизија Кама (2. хрватска)
23. Вафен-СС брдска дивизија „Кама” (2. хрватска) (њем. 23. Waffen-Gebirgs-Division der SS „Kama“ (kroatische Nr. 2)) била је њемачка брдска пјешадијска дивизија Вафен-СС-а, оружаног крила Нацистичке партије, који је служио уз Вермахт, али никада није формално био дио Вермахта током Другог свјетског рата. На послијератним суђењима у Нирнбергу, Вафен-СС је проглашен за злочиначку организацију због своје велике умијешаности у ратним злочинима и злочинима против човјечности. Дивизију су чинили њемачки официри и муслимански војници. Назив „Кама” добила је по бодежу који су користили балкански пастири, а била је једна од тридесет осам дивизија Вафен-СС-а током Другог свјетског рата. Основана 19. јуна 1944, сачињена је углавном од кадра 13. СС брдске дивизије „Ханџар”, али није достигла пуну снагу и никада није ступила у борбена дејства као јединица.
Елементи дивизије накратко су се борили против совјетских снага у јужној Мађарској почетком октобра 1944, заједно са 31. СС добровољачком гренадирском дивизијом. Убрзо су повучени са фронта и отпочели прелазак у Независну Државу Хрватској, фашистичку марионетску државу, како би се придружили 13. СС дивизији, када су се Муслимани из дивизије Кама побунили 17. октобра 1944. године. Кадар је брзо вратио контролу, али побуна је резултирала формалним распуштањем дивизије 31. октобра 1944. године.

## Позадина
Послије инвазије Сила Осовине на Краљевину Југославију, хрватски ултранационалиста и фашиста Анте Павелић, који се налазио у егзилу у Фашистичкој Италији, именован је за поглавника усташке Независне Државе Хрватске (НДХ). НДХ је обухватала скоро цијелу данашњу Републику Хрватску, Босну и Херцеговину и дио Републике Србије, а представљала је „италијанско-њемачки квазипротекторат”. Власти НДХ су, преко Усташке војнице, одмах покренуле кампању масовних убистава, протјеривања и присилног католичења српског православног становништва, које је живјела на простору НДХ.
Како би осигурао оданост Муслимана, Павелић је наредио да се једна зграда у Загребу претвори у џамију, коју је назвао Поглавникова џамија. Упркос Павелићевим увјеравањима у једнакост са католичким Хрватима, многи Муслимани су се убрзо разочарали у усташку власт. Ниједан Муслиман није постављен на утицајно мјесто у администрацији НДХ. Почетком 1942. избиле су жестоке борбе између усташа, четника и партизана. Неке јединице Усташке војнице биле су увјерене да су Муслимани симпатизери комуниста и спаљивали су њихова села и убијали цивиле. Четници су оптуживали Муслимане за учешћа у усташком насиљу против Срба и чинили сличне злочине над муслиманским становништвом. Муслимане није нарочито штитило ни Хрватско домобранство, регуларна војска НДХ, за коју су Нијемци сматрали да је од „минималне борбене важности”. Муслимани су оснивали мјесне милиције за самоодбрану, али су и оне биле од ограничене вриједности, и само је једна милиција из Тузле, домобранска Хаџиефендићева легија, коју је водио Мухамед Хаџиефендић, била од неког значаја.

### Осуде и захтјеви за заштиту
Муслиманска елита и виђенији људи у бројним градовима и варошицама објављивали су резолуције или меморандуме у којима су јавно осуђивали усташке мјере, законе и насиље против Срба: приједорску (23. септембра 1941), сарајевску (12. октобра), мостарску (21. октобра), бањалучку (12. новембра), бијељинску (2. децембра) и тузланску резолуцију (11. децембра). Резолуције су осуђивале усташе у Босни и Херцеговини због лошег поступања према муслиманима и због покушаја да окрену муслимане и Србе једне против других. Према једној резолуцији, од почетка усташког режима муслимани су се ужасавали незаконитих дјелатности које су усташе, органи владе НДХ и разне нелегалне групе, чиниле против Срба.
Незадовољство Муслимана усташком управом у НДХ и њихова потреба за заштитом били су сједињене са чежњом за временом хабзбуршке управе у Босни и Херцеговини и углавном пријатељским ставом према Нијемцима међу виђенијим Муслиманима. Ови фактори су доприносили захтјевима за аутономијом муслиманске заједнице којима се Павелић жестоко опирао, пошто би то нарушило територијални интегритет НДХ. До новембра 1942, аутономаши су били толико очајни због потребе за заштитом муслиманског становништва, да су писали Адолфу Хитлеру тражећи да одобри стварање аутономне „политичко-административне власти” у Босни у оквиру НДХ, на чијем челу би се налазила личност коју именује Хитлер.
Иако ова идеја није добила Хитлерово одобрење, вјероватно зато што није желио да прави проблеме Павелићу, рајхсфирер-СС-а Хајнрих Химлер је у томе видио прилику да оснује регрутну зону Вафен-СС-а у НДХ, која би привукла Муслимане. Почетком 1943. Хитлер је одобрио оснивање прве СС дивизије регрутоване од негерманског становништва, која ће постати позната као 13. СС брдска дивизија Ханџар (1. хрватска). Дивизију је требало чинити првенствено муслиманско становништво НДХ.

## Историја
Нијемци су жељели да регрутују другу СС дивизију од Муслимана у НДХ, као дио Химлеровог циља да прошири регрутацију Вафен-СС-а на Балкану. Његов план је био да образује два корпуса од двије дивизије, од којих би један корпус дјеловао у Босни унутар НДХ, док би други дјеловао у Албанији. Ови корпуси би се затим комбиновали са фолксдојчерском 7. СС добровољачком брдском дивизијом „Принц Еуген” и заједно би образовали Балканску СС брдску армију од пет дивизија. Хитлер је 28. маја 1944. дао формално одобрење за стварање 23. СС дивизије, а оснивање је требало да почне 10. јуна, док би обука трајала до краја 1944. године. Химлер је послушао савјет заповједника 13. СС дивизије Ханџар, СС-бригадефирера и генерал-мајора Вафен-СС-а Карл-Густава Зауберцвајга и пристао да образује дивизију у Бачкој коју је анектирала Мађарска, умјесто у Босни. Зауберцвајг је сматрао да ће усташе, ако се дивизија образује у НДХ, поткопати морал регрута. Нова дивизија је добила име „Кама” по бодежу који су користили балкански пастири.
13. СС дивизији је дато наређење да обезбиједи кадар за нову дивизију, а СС-штандартенфирер Хелмут Рајтхел, заповједник пука у саставу 13. СС дивизије, постављен је на дужност заповједника нове дивизије. Образовање дивизије је одложено, јер је 13. СС дивизија била укључена у великој мјери у операцију Волмонд (Пун мјесец), тако да је образовање почело тек 19. јуна. Химлер је унаприједио Зауберцвајга 21. јуна у чин СС-групенфирера и генерал-лајтанта Вафен-СС-а и именовао га за заповједника босанског корпуса, који је добио назив 9. Вафен-СС брдски копрус (хрватски). Корпус је требао да се образује у Бачалмашу у јужној Мађарској, гдје је била распоређена 18. СС добровољачка оклопна гренадирска дивизија „Хорст Весел”.
Од 23. јуна у селу Бошњаци у жупи Посавје, окупљена су 54 официра, 187 подофицира и 1137 војника 13. СС дивизије који су изабрани за прелазак у 23. СС дивизију, а у Бачку су пребачени 15. јула. Укључена су по три подофицира из сваке чете 13. СС дивизије и један коњички ескадрон, по једну батерију из сваког артиљеријског батаљона, као и специјалистичке трупе. Њемачке официре и подофицире су такође обезбјеђивале допунске јединице Вафен-СС-а. Дивизијска област је лежала дуж Великог бачког канала, са гарнизоном у Србобрану и Кули и с обје стране линије Сомбор—Врбас. За дивизију пуног састава требало је окупити 10.000 добровољаца, од муслиманских војних обвезника рођених 1926. и 1927. (уз неке изузетке), а по потреби и из раних муслиманских милиција у НДХ. Власти НДХ су вршиле регрутацију, а затим су заједно са осталима пребачени под њемачко заповједништво, који су потом транспортовани у регрутне дијелове Вафен-СС-а у Сомбору и Бошњацима. Ови људи су требали да се јаве до 15. септембра 1944, али средином августа, официр Вафен-СС-а за регрутацију обергрупенфирер Готлоб Бергер извијестио је Химлера да неће бити довољно поузданих муслиманских мушкараца на располагању и да ће морати и Хрвати католици бити примљени у састав 23. СС дивизије. Током Павелићеве посјете Хитлеру у септембру 1944, генерал Ђуро Груић, начелник Главног стана Поглавника, указао је Нијемцима да ће бити тешко регрутовати још 5000 људи за употпуњавање дивизије након што је 5000 већ додијељено. Многи фолксдојчери из НДХ и неколико из Мађарске су регрутовани у дивизију да би били предводници Муслиманима и њемачком кадру и да би се појачала кохезија јединице.
Дивизија је достигла бројност од 126 официра, 374 подофицира и 3293 војника по подацима од 10. септембра, а припадници су били њемачки официри и муслимански војници, што је дјелић њене прописане снаге од 19.000 људи. До тада, морал у новој дивизији опадао је управо када је завршена завршна фаза обуке у Мађарској; рат није текао добро, а причало се да ће Нијемци напустити Балкан и оставити Муслимане да се бране. Суочен са виским стопама дезертерства из 13. СС дивизије, Зауберцвајг је предложио план разоружавања Муслимана у обје дивизије, а 18. септембра је отпутовао у посјету Химлеру. Умјесто тога, рајхсфирер-СС-а се опредијелио за план пребацивања 2000 Муслимана из 23. СС дивизије у зону дјеловања 13. СС дивизије у Босни, гдје би се извршила реорганизација обје дивизије. Јединице са борбеним наоружањем из састав 13. СС дивизије требало је ставити под непосредну контролу 9. Вафен-СС брдског корпуса (хрватског), који би такође кренуо у Босну. План донесен 24. септембра поништио је образовање 23. СС дивизије и наложио СС-оберфиреру Густаву Ломбарду да оснује и заповиједа новом СС пјешадијском дивизијом користећи њемачки кадар и опрему 23. СС дивизије, допуњену Нијемцима регрутованим у Мађарској. Муслимани из 23. СС дивизије требали су бити превезени жељезницом назад у подручје Градиште—Жупања—Бошњаци ради  поновне организације у „нову” дивизију Кама.
Особље штаба 9. Вафен-СС брдског корпуса (хрватског) напустило је Мађарску и 3. октобра 1944. стигло у село Андријашевце код Винковаца. Штаб је постао дјелимично оперативан 7. октобра. Муслимани нису одмах напустили Бачку и за кратко вријеме су били у гарнизону уз Ломардову нову 31. СС добровачку гренадирску дивизију. У међувремену, Црвена армија је наставила да напредује кроз Мађарску, а 9. октобра 1944, заповједник Вафенс-СС-а у Мађарској послао је телеграм 9. СС брдском корпусу у Босни у којем је саопштио да су „јединице из дивизије СС-оберфирера Ломбарда спремне за борбе, а Босанци из дивизије Кама су били бачени у борбе у Бачкој.” Муслимански елементи били су распоређени дуж ријеке Тисе недјељу дана, па као дио Кампфрупе Сир у покушају да успоре напредовање Црвене армије. Из тог разлога је повратак Муслимана у НДХ био одложен.
Муслимани су се убрзо повукли са линије фронта у Мађарској и почели да се враћају у Босну, како би се придружили 13. СС дивизији када је избила побуна 17. октобра 1944. године. Рајтхел је брзо повратио контролу, али је побуна значила да је реорганизација „нове” 23. СС дивизије одбачена. Мали број поузданих Муслимана из дивизије коришћен је као замјена у 13. СС дивизији, а 23. СС дивизија је формално распуштена 31. октобра 1944. године. Упркос кратком постојању, 23 СС дивизија се сматра једно од тридесет осам дивизија које је Вафен-СС успоставио током Другог свјетског рата. Након што дивизија распуштена, бројчана ознака „23.” додијељена је 23. СС оклопној гренадирској дивизији „Недерланд” (1. холандској), док је Рајтхел наставио да заповиједа 11. СС лакопјешадијским пуком „Рајнхард Хајдрих” из 6. СС брдске дивизије „Норд” против Америчке војске у јужној Њемачкој током посљедњих мјесеци Другог свјетског рата.
Послијератна Нирнбершка суђења донијела су деклаторну пресуду да је Вафен-СС криминална организација због своје велике умијешаности у ратне злочине и злочине против човјечности, укључујући убијање разних заробљеника и злочине почињене у окупираним земљама. Из ове пресуде искључени су они који су били регрутовани у Вафен-СС, а нису лично починили ратне злочине и злочине против човјечности.

## Састав дивизије
Коначни састав дивизије је био:
- 55. Вафен-СС брдски ловачки пук (3. хрватски)
- 56. Вафен-СС брдски ловачки пук (4. хрватски)
- 23. СС брдски артиљеријски пук
- 23. СС извиђачки батаљон
- 23. СС батаљон оклопних ловаца
- 23. СС инжењеријски батаљон
- 23. СС брдски сигнални батаљон
- 23. СС батаљон снабдјевања
- 23. СС санитарни батаљон
- 23. СС замјенски батаљон

Дивизија је такође обухватала чете за поправке и ветерину и административни одјељак.

## Униформа
Обиљежје дивизије било је сунце са шеснаест зрака, симбол краља Античке Македоније Александра Великог. Ознака дивизије на крагни са инсигнијама била је намијењена, али је мало вјероватно да је икада била издата. Током образовања и обуке у Бачкој током љета 1944, војници су често били обучени у каки тропске униформе са кратким панталонама. Званична капа дивизије био је фес СС М43: пољски сиви модел за ношење у борби и на дужности и црвени модел за параде, вјежбе марширања и ван дужности. Припадници дивизије који раније служили у 13. СС дивизији често су настављали да носе ознаку на крагни те дивизије, на којој се видјела рука како држи симитар преко свастике. Ове нестандардне дијелове униформе наставили су носити припадници дивизије након што су ушли у састав 31. СС дивизије у октобру 1944. године.